# Sam Hubbard
Sam Hubbard (* 29. Juni 1995 in Cincinnati) ist ein ehemaliger US-amerikanischer American-Football-Spieler auf der Position des Defensive Ends. Er spielte sieben Jahre lang für die Cincinnati Bengals in der National Football League (NFL).

## Frühe Jahre
Hubbard wurde in Cincinnati geboren und besuchte dort die Archbishop Moeller High School. Dort war er in der Football- und in der Lacrossemannschaft der Schule aktiv. In der Footballmannschaft wurde er zunächst als Safety, später auch als Linebacker eingesetzt. Insgesamt konnte Hubbard in seinem letzten Jahr an der Schule 109 Tackles und 5 Interceptions verzeichnen. Er konnte mit seiner Footballmannschaft 2012 und 2013 die Staatsmeisterschaft im Staat Ohio gewinnen. Außerdem wurde er ins First-Team All-State berufen. Nachdem Hubbard sich ursprünglich dafür entschieden hatte, an der University of Notre Dame Lacrosse zu spielen, entschied er sich schließlich um und erhielt ein Stipendium der Ohio State University aus Columbus, Ohio. Dort spielte er unter Head Coach Urban Meyer und wurde auf verschiedenen Positionen in der Defense, aber auch als Tight End eingesetzt. In seinem ersten Jahr wurde er jedoch noch geredshirted, ab 2015 wurde er jedoch zum Stammspieler in der Defense. So kam er in insgesamt 39 Spielen zum Einsatz und konnte dabei 116 Tackles, 17 Sacks sowie eine Interception verzeichnen. In dieser Zeit konnte er 2017 mit seinem Team die Big Ten Conference sowie 2015 den Fiesta Bowl und 2017 den Cotton Bowl Classic gewinnen. Für seine Leistungen wurde er 2015 ins All-American Team der Freshmen sowie 2017 ins Second-Team All-Big Ten berufen. Er beendete seine Laufbahn an der Universität mit einem Abschluss in Finanzen.

## NFL
Beim NFL Draft 2018 wurde Hubbard in der 3. Runde an 77. Stelle von den Cincinnati Bengals ausgewählt. Sein NFL-Debüt gab er am 1. Spieltag der Saison 2018 beim 34:23-Sieg der Bengals gegen die Indianapolis Colts. Bereits in der folgenden Woche beim 34:23-Sieg der Bengals gegen die Baltimore Ravens konnte Hubbard seinen ersten Sack in der NFL an Quarterback Joe Flacco verzeichnen. Am 5. Spieltag konnte er beim 27:17-Sieg gegen die Miami Dolphins seinen ersten Touchdown erzielen, als er den Ball nach einem Fumble von Ryan Tannehill aufnahm und in die gegnerische Endzone trug. Am 15. Spieltag konnte er beim 30:16-Sieg gegen die Oakland Raiders erstmals in seiner Karriere 2 Sacks an Quarterback Derek Carr verzeichnen, damals sein Karrierehöchstwert an Sacks in einem Spiel. Insgesamt kam er in seiner Rookie-Saison in allen 16 Spielen zum Einsatz und konnte dabei 39 Tackles, 6 Sacks und einen Touchdown verzeichnen. In der Saison 2019 wurde er endgültig zum Stammspieler der Bengals und kam ab dem 1. Spieltag in jedem Spiel als Starter zum Einsatz. Am 1. Spieltag konnte er bei der 20:21-Niederlage der Bengals gegen die Seattle Seahawks auch direkt 2 Sacks sowie 10 Tackles verzeichnen, letzteres war ein Karrierehöchstwert für ihn. Bei seinen letzten fünf Einsätzen in der Saison konnte Hubbard jeweils mindestens einen Sack verzeichnen, allerdings verpasste er das Spiel gegen die Cleveland Browns am 14. Spieltag verletzungsbedingt. Auch während der Saison 2020 blieb er Starter bei den Bengals. Bei der 3:27-Niederlage gegen die Baltimore Ravens am 5. Spieltag verletzte er sich jedoch am Ellenbogen, sodass er die nächsten drei Spiele verletzungsbedingt ausfiel. Am 13. Spieltag konnte er bei der 7:19-Niederlage gegen die Miami Dolphins erneut seinen Karrierehöchstwert von 10 Tackles erreichen. Allerdings konnte er während der gesamten Saison 2020 lediglich zwei Sacks erzielen.
Im Juli 2021 verlängerten die Bengals Hubbards Vertrag um vier Jahre. Der Vertragswert beläuft sich auf 40 Millionen US-Dollar. Er ging erneut als fester Stammspieler auf der Position des Defensive Ends in die Saison. Bei der 17:20-Niederlage gegen die Chicago Bears am 2. Spieltag gelangen ihm acht Tackles, dazu der erste halbe Sack der Saison. Am 7. Spieltag konnte Hubbard beim 41:17-Sieg gegen die Baltimore Ravens 2,5 Sacks an Quarterback Lamar Jackson verzeichnen, bis dato sein Karrierebestwert. In der restlichen Saison blieb er fester Stammspieler, nur im letzten Saisonspiel gegen die Cleveland Browns kam er nicht zum Einsatz. Da die Bengals in dieser Saison 10 Spiele gewannen und nur 7 verloren, konnten sie die AFC North gewinnen und sich erstmals seit 2015 für die Playoffs qualifizieren. Dort trafen sie in der ersten Runde auf die Las Vegas Raiders. Hubbard konnte bei seinem Postseason-Debüt direkt drei Tackles sowie einen Sack an Quarterback Derek Carr verzeichnen. Die Bengals gewannen mit 26:19 und konnten sich auch mit 19:16 in der Divisional Runde gegen die Tennessee Titans durchsetzen, sodass sie im AFC Championship Game auf die Kansas City Chiefs trafen. In diesem Spiel konnte Hubbard acht Tackles sowie zwei Sacks an Quarterback Patrick Mahomes verzeichnen, einer dieser Sacks zwang die Chiefs, ein Field Goal zu schießen, sodass das Spiel in die Overtime ging, in der schließlich die Bengals durch ein Field Goal von Evan McPherson mit 27:24 gewannen und sich somit für Super Bowl LVI gegen die Los Angeles Rams qualifizierten. Auch dort kam Hubbard als Starter zum Einsatz und konnte erneut acht Tackles verzeichnen, nach Logan Wilson die zweitmeisten der Bengals, das Spiel verloren sie nichtsdestotrotz mit 20:23.
Auch 2022 blieb Hubbard unumstrittener Stammspieler in der Defense der Bengals. Sein erster Sack der Saison gelang ihm am 2. Spieltag bei der 17:20-Niederlage gegen die Dallas Cowboys. In der Folge blieb er wichtiger Spieler in der Defense der Bengals, verpasste jedoch gegen Saisonende zwei Spiele verletzungsbedingt. Insgesamt konnte er so in 15 Einsätzen 6,5 Sacks verzeichnen, die zweitmeisten in seinem Team hinter Trey Hendrickson. Wie bereits im Vorjahr qualifizierten sich die Bengals als Sieger der AFC North für die Playoffs. Dort trafen sie in der Wildcard-Runde auf die Baltimore Ravens. Im vierten Quarter konnte er dabei, nachdem Logan Wilson einen Fumble vom Quarterback der Ravens, Tyler Huntley, erzwungen hatte, den Ball aufnehmen und über 98 Yards zum 24:17-Endstand für die Bengals in die gegnerische Endzone tragen. Mit diesem Fumble Return stellte er einen neuen NFL-Rekord für den längsten Fumble Return sowie den längsten Touchdown der Bengals in den Playoffs auf. Im folgenden Spiel besiegten die Bengals die Buffalo Bills, ehe sie im AFC Championship Game den Kansas City Chiefs mit 20:23 unterlagen und somit ausschieden. Hubbard kam in den beiden Spielen ebenfalls zum Einsatz. Auch in der Saison 2023 blieb Hubbard Stammspieler in der Defense der Bengals. Inmitten der Saison verpasste er zwei Spiele mit einer Knöchelverletzung verletzungsbedingt. Mit diesmal sechs Sacks war er erneut der zweitbeste in dieser Kategorie hinter Trey Hendrickson. Trotz 9 Siegen bei 8 Niederlagen verpassten die Bengals 2023 jedoch die Playoffs.
Nach der Saison 2024 gab Hubbard am 5. März 2025 sein Karriereende bekannt. Er war zu diesem Zeitpunkt dienstältester Spieler im Kader der Bengals. Hubbard erzielte 38,5 Sacks in 104 Spielen in der NFL.

## Karrierestatistiken
| Legende | Legende            |
| ------- | ------------------ |
| Fett    | Karrierehöchstwert |

### Regular Season
| Saison                             | Team             | Spiele | Spiele  | Tackles | Tackles | Tackles | Tackles | Interceptions | Interceptions | Interceptions | Interceptions | Interceptions | Interceptions | Fumbles | Fumbles | Fumbles |
| Saison                             | Team             | Gesamt | Starter | Gesamt  | Solo    | Assist  | Sack    | PD            | Int           | Yards         | Avg           | Lang          | TD            | FF      | FR      | TD      |
| ---------------------------------- | ---------------- | ------ | ------- | ------- | ------- | ------- | ------- | ------------- | ------------- | ------------- | ------------- | ------------- | ------------- | ------- | ------- | ------- |
| 2018                               | Bengals          | 16     | 0       | 39      | 27      | 12      | 6,0     | 2             | 0             | 0             | 0,0           | 0             | 0             | 1       | 1       | 1       |
| 2019                               | Bengals          | 15     | 15      | 76      | 46      | 30      | 8,5     | 3             | 0             | 0             | 0,0           | 0             | 0             | 1       | 0       | 0       |
| 2020                               | Bengals          | 13     | 13      | 62      | 33      | 29      | 2,0     | 3             | 0             | 0             | 0,0           | 0             | 0             | 1       | 0       | 0       |
| 2021                               | Bengals          | 16     | 16      | 62      | 33      | 29      | 7,5     | 3             | 0             | 0             | 0,0           | 0             | 0             | 1       | 2       | 0       |
| 2022                               | Bengals          | 15     | 15      | 60      | 34      | 26      | 6,5     | 3             | 0             | 0             | 0,0           | 0             | 0             | 1       | 0       | 0       |
| 2023                               | Bengals          | 15     | 15      | 58      | 38      | 20      | 6,0     | 0             | 0             | 0             | 0,0           | 0             | 0             | 0       | 2       | 0       |
| 2024                               | Bengals          | 14     | 14      | 41      | 25      | 16      | 2,0     | 2             | 1             | 0             | 0,0           | 0             | 0             | 0       | 0       | 0       |
| Gesamte Karriere                   | Gesamte Karriere | 104    | 88      | 398     | 236     | 162     | 38,5    | 16            | 1             | 0             | 0,0           | 0             | 0             | 5       | 5       | 1       |
| Quelle: pro-football-reference.com |                  |        |         |         |         |         |         |               |               |               |               |               |               |         |         |         |

### Postseason
| Saison                             | Team             | Spiele | Spiele  | Tackles | Tackles | Tackles | Tackles | Interceptions | Interceptions | Interceptions | Interceptions | Interceptions | Interceptions | Fumbles | Fumbles | Fumbles |
| Saison                             | Team             | Gesamt | Starter | Gesamt  | Solo    | Assist  | Sack    | PD            | Int           | Yards         | Avg           | Lang          | TD            | FF      | FR      | TD      |
| ---------------------------------- | ---------------- | ------ | ------- | ------- | ------- | ------- | ------- | ------------- | ------------- | ------------- | ------------- | ------------- | ------------- | ------- | ------- | ------- |
| 2021                               | Bengals          | 4      | 4       | 22      | 13      | 9       | 3,0     | 1             | 0             | 0             | 0,0           | 0             | 0             | 1       | 0       | 0       |
| 2022                               | Bengals          | 3      | 3       | 7       | 4       | 3       | 1,0     | 0             | 0             | 0             | 0,0           | 0             | 0             | 0       | 2       | 1       |
| Gesamte Karriere                   | Gesamte Karriere | 7      | 7       | 29      | 17      | 12      | 4,0     | 1             | 0             | 0             | 0,0           | 0             | 0             | 1       | 2       | 1       |
| Quelle: pro-football-reference.com |                  |        |         |         |         |         |         |               |               |               |               |               |               |         |         |         |